# Eilema conspicua
Eilema conspicua är en fjärilsart som beskrevs av Rothschild 1924. Eilema conspicua ingår i släktet Eilema och familjen björnspinnare. Inga underarter finns listade i Catalogue of Life.